# Conquista de la Sierra
Conquista de la Sierra es un municipio y villa española de la provincia de Cáceres, en la comunidad autónoma de Extremadura. El término municipal, perteneciente al partido judicial de Trujillo y a la mancomunidad Comarca de Trujillo, tiene una población de 183 habitantes (INE 2024).

## Símbolos
El escudo de Conquista de la Sierra fue aprobado mediante la "Orden de 18 de julio de 1996, por la que se aprueba el Escudo Heráldico y la Bandera Municipal, para el Ayuntamiento de Conquista de la Sierra", publicada en el Diario Oficial de Extremadura el 13 de agosto de 1996, luego de aprobar el expediente el pleno municipal el 27 de enero de 1996 y emitir informe el Consejo Asesor de Honores y Distinciones de la Junta de Extremadura el 9 de julio de 1996. El escudo se define oficialmente así:

Escudo partido. Primero de plata, parrilla de sable. Segundo de oro, encina de sinople, frutada de oro enrollado el tronco de zarza de sable y acostada de dos osos rampantes de sable. Bordura general de sinople cargada en punta con la divisa A.D.1.629, de plata. Al timbre Corona Real cerrada.

## Límites del término municipal
Conquista de la Sierra limita con:
- Herguijuela al norte;
- Garciaz al este;
- Zorita al sur;
- Abertura al oeste;
- Santa Cruz de la Sierra al noroeste.

## Historia

### Romanos
Las primeras noticias que dan constancia de la existencia de un núcleo de población en el actual Conquista de la Sierra son de época romana. El lugar era una zona fuertemente romanizada debido a la proximidad de Emerita Augusta y de Norba Caesarina.
Posiblemente, en el lugar hubo asentamientos como casas de campo destinadas a la agricultura. En el pueblo se han hallado restos de lápidas con inscripciones latinas, como una lápida funeraria dedicada a una tal Floria que hay en la casa de Luis Corrales con función de asiento.

### Visigodos
La llegada de los visigodos en el siglo V produjo el final de la vitalidad económica y social que había en la época romana. Durante los siglos VI y VII, Mérida volvió a ser un lugar influyente por motivos religiosos, repercutiendo esto en la construcción de iglesias pequeñas visigodas en los vecinos municipios de Herguijuela y Garciaz. Un resto destacable es una lápida de 618 con el nombre inscrito de una monja de origen godo. 

### Etapa musulmana
Apenas existe información sobre lo que ocurrió en Conquista durante la época de Al-Ándalus y de los Almohades. Las primeras noticias datan del Libro de la Montería del rey Alfonso XI de Castilla, quien señalaba que los montes de Garciaz, Conquista y Herguijuela eran buenos lugares para cazar osos y jabalíes, incluso en verano.

### Reconquista
En el siglo XIV se menciona por primera vez a Conquista, entonces conocida como La Zarza y perteneciente a la Comarca de Trujillo. Tras la reconquista de Trujillo en 1232, La Zarza, Zorita y Alcollarín fueron entregadas a la familia Pizarro, familia de origen leonés que participó en la toma de dicha villa. Los Pizarro procedían de una zona montañosa próxima a Asturias, de ahí que su símbolo fuera el oso, un animal que abunda allí.
Las tierras se dividieron en ejidos y dehesas boyales para la población, caballerías para que pastaran los ganados de los nobles y propiedades reales.
En 1326 fue descubierta la imagen de la Virgen de Guadalupe y comenzó su culto, lo que supuso para la comarca un cambio en la orientación de los caminos y las vías de la comunicación. Esto hizo de La Zarza un lugar de paso entre Guadalupe y las principales poblaciones de la actual provincia de Cáceres. Había posadas en lo que hoy es la calle Real, donde se sitúan las viviendas más antiguas del municipio, habiendo sido convertida una antigua posada en casa rural. La actual carretera no se construyó hasta la llegada del correo real y los carros de postas. 

### Conquista de América
El siguiente acontecimiento importante en la Zarza fue la conquista de América en el siglo XVI. En este pueblo se hallaba la hacienda de Gonzalo Pizarro Rodríguez de Aguilar, que fue el padre de Francisco Pizarro, Hernando Pizarro y Juan Pizarro, este último nacido en La Zarza y descendiente por línea materna de los molineros del pueblo, hallándose en el lugar llamado Las Pilas los restos del molino de su familia.
Hernando heredó las tierras que su padre tenía en La Zarza y tuvo casa en lo que hoy es la calle Real. Su hermano Juan, al fallecer en Cuzco, estableció en su testamento que con su dinero se regalase una imagen de la virgen a la iglesia de la Zarza, por carecer hasta entonces dicho templo de imágenes de la Virgen María.
En 1594 formaba parte de la comarca de Trujillo en la provincia de Trujillo.

### Formación de la villa

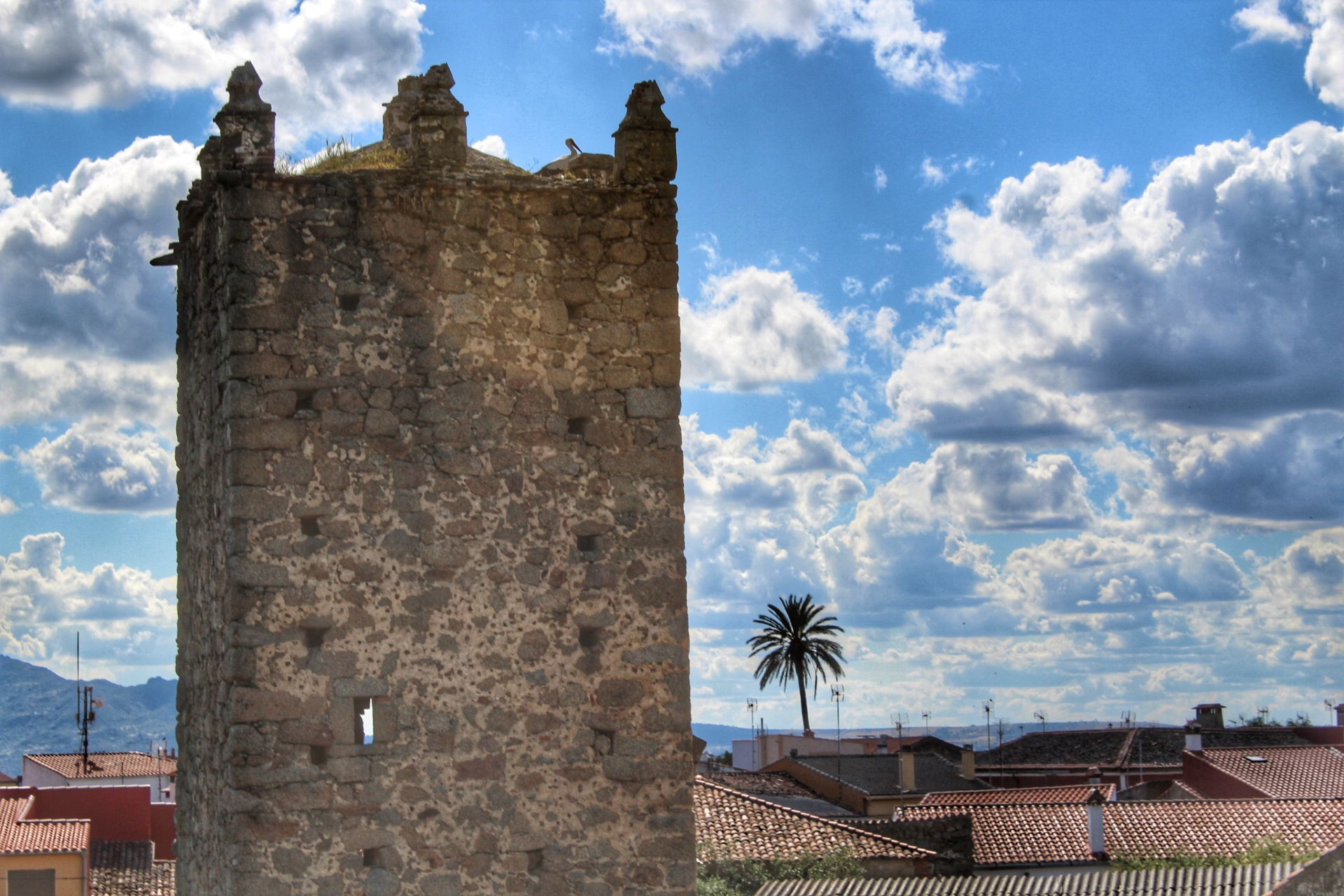
Torre del Palacio de los Pizarro

En el siglo XVII, Juan Fernando Pizarro tenía en La Zarza una casa, un molino y varias propiedades rústicas que había heredado. En 1626 decidió comprar al rey los derechos sobre la totalidad del pueblo, que hasta el momento había sido lugar de realengo. Juan Fernando también compró el título nobiliario de marqués de La Conquista, que había sido concedido de forma personal a Francisco Pizarro. Como consecuencia de estas dos compras, La Zarza pasó a llamarse Conquista.

### Descripción de Tomás López
En el siglo XVIII, la villa fue mencionada en el Interrogatorio de Tomás López, encuesta realizada a todos los párrocos españoles en 1785. Aquel año era párroco de la villa Fernando Ayuso. El cura señaló que Conquista tenía aproximadamente 50 vecinos, y que por entonces era una enfermedad común las tercianas, fiebres infecciosas que los médicos intentaban curar con poco éxito mediante sangrías. Cada año solían fallecer siete personas, siendo alta la mortalidad infantil, mientras que anualmente nacían ocho. Los únicos estudios que había en el pueblo eran las primeras letras, que impartía un maestro que pagaba el pueblo.

### Edad Contemporánea
A la caída del Antiguo Régimen la localidad se constituyó en municipio constitucional, conocido entonces como Conquista, en la región de Extremadura que desde 1834 quedó integrado en partido judicial de Logrosán que en el censo de 1842 contaba con 50 hogares y 274 vecinos. A mediados del siglo XIX, el lugar tenía contabilizada una población de 273 habitantes. La localidad aparece descrita en el sexto volumen del Diccionario geográfico-estadístico-histórico de España y sus posesiones de Ultramar de Pascual Madoz de la siguiente manera:

CONQUISTA (la): v. con ayunt. en la prov. y aud. terr. de Cáceres (10 leg.), part. jud. de Logrosan (4), dióc. de Plasencia (16), c. g. de Estremadura (Badajoz 20): sit. al S. de las sierras llamadas antiguamente de Madernelo, conocidas hoy por sierras de Conquista y Garciaz, que son ramificaciones de las Villuercas, con clima templado; reinan los vientos N. y E., y se padecen tercianas, catarros y reumas: tiene 48 casas que no guardan uniformidad, la de ayunt. y cárcel, en el mismo edificio; escuela de primera educacion dotada con 1,100 rs. de los fondos públicos, á la que asisten 21 niños de ambos sexos; igl. aneja á la parr. de Herguijuela, dedicada á San Lorenzo, bastante capaz, pero de aspecto miserable; una ermita arruinada que sirve de cementerio; un palacio tambien arruinado, que perteneció al marqués de la Conquista y una fuente para el uso de los vec. Confina el térm. por N. con la Herguijuela; E. Garciaz; S. Sta. Cruz de la Sierra, O. Zorita, á dist. de 1/4 á 1/2 leg., y comprende varios montes poblados, la parte de sierra que le domina y los terrenos llanos de labor; le bañan 2 arroyuelos sin nombre, que bajando de la inmediata sierra, desaguan en el r. Alcollarin, que también corre por el térm. El terreno es en lo general de ínfima calidad: los caminos vecinales, cruzándose de Zorita á Herguijuela y de Garciaz á Abertura: el correo se recibe al paso del conductor de Trujillo á Guadalupe 3 veces á la semana. prod.: trigo, centeno, avena, cebada, garbanzos y lino; se mantiene ganado lanar, cabrio, cerdoso y vacuno, que es el mas preferido; y se cria abundante cuza menuda. pobl.: 50 vec., 273 alm. cap. prod.: 502,200 rs. imp.: 28,291 contr.: 4,822 rs. 19 mrs. presupuesto municipal: 2,980, de los que se pagan 1,100 al secretario por su dotacion, y se cubre con arbitrios establecidos sobre los terrenos comunes. Este pueblo se llamó antiguamente Zarza de la Conquista.
(Madoz, 1847, p. 567)

Durante el liberalismo, los distintos marqueses de la Conquista vendieron progresivamente sus tierras en el municipio, y en el siglo XX la mayoría del terreno privado pertenecía a personas que no descendían de la familia Pizarro. La última descendiente de estos con propiedades fue una Orellana, perteneciente a una rama colateral.
Hasta la reforma de la nomenclatura municipal de 1916 el municipio se llamaba simplemente Conquista. En dicha fecha su nombre fue modificado por el de Conquista de la Sierra.
En 1960 Conquista de la Sierra pertenecía al partido judicial de Trujillo.

## Demografía
Conquista de la Sierra cuenta con una población de 183 habitantes (INE 2024).
| Gráfica de evolución demográfica de Conquista de la Sierra entre 1842 y 2021 |
| |
| Población de derecho según los censos de población del INE Población de hecho según los censos de población del INEEn estos censos se denominaba Conquista: 1842, 1857, 1860, 1877, 1887, 1897, 1900 y 1910. |

## Transportes
La principal carretera del municipio es la EX-208. Esta carretera une Zorita al sureste con Herguijuela, Trujillo, Torrejón el Rubio y Plasencia al noroeste. Otra carretera importante es la carretera provincial CC-23.5, que atraviesa el pueblo con los nombres de calle Don Simbi y Pedro el Zapatero, y une la EX-208 con Garciaz. Al oeste del término municipal pasa una carretera comarcal que une indirectamente Zorita con Santa Cruz de la Sierra.

## Servicios públicos

### Educación
El colegio público de Conquista de la Sierra forma parte del Colegio Rural Agrupado Montellano, con sede en Garciaz y del que también forman parte Berzocana y Herguijuela. Cuenta con 10 alumnos, 6 en el aula de infantil y 4 en la de primaria.

### Sanidad
El pueblo cuenta con un centro de atención primaria en la calle Eras. Se construyó entre 1995 y 1997.

## Patrimonio

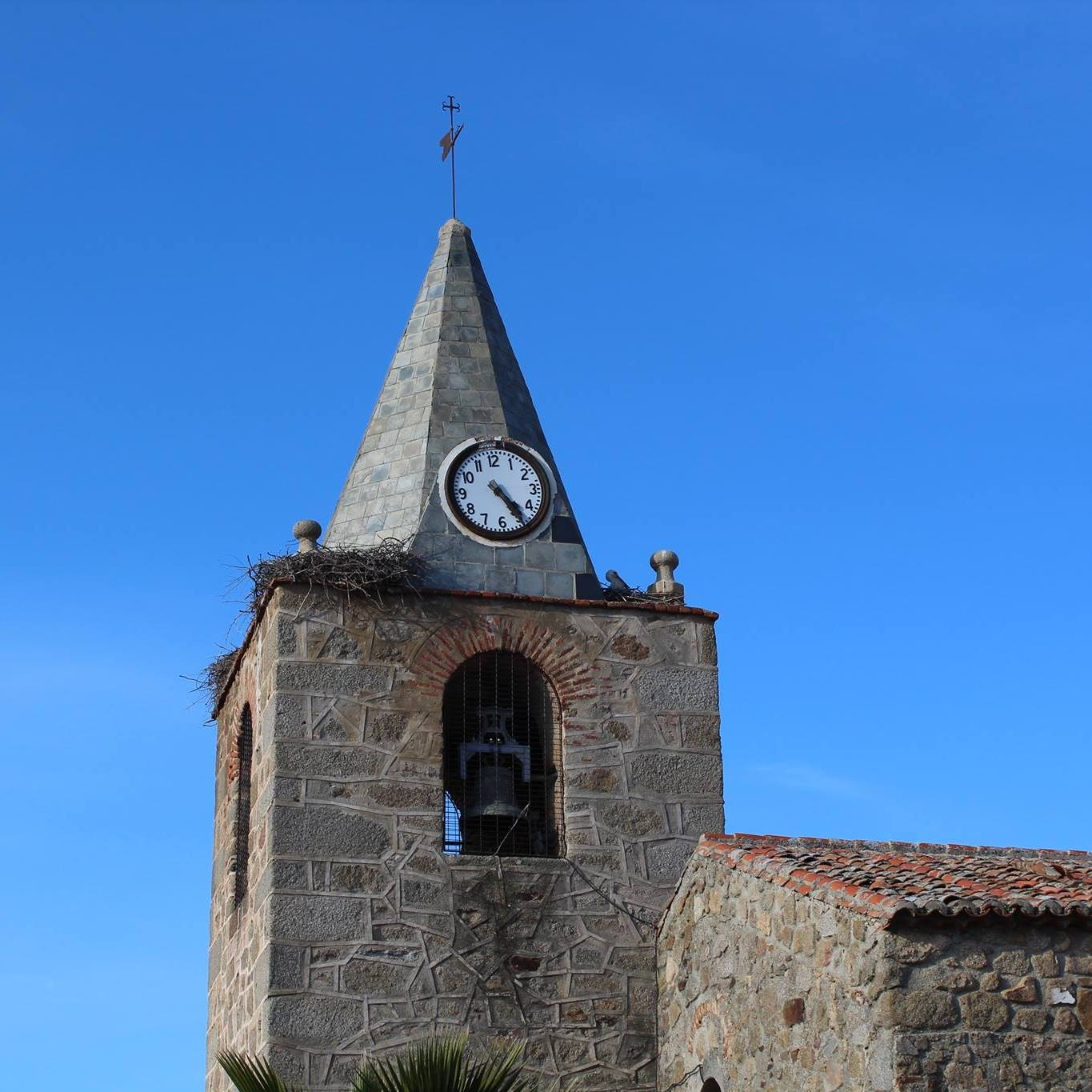
Torre de la iglesia de San Lorenzo Mártir

Iglesia parroquial católica bajo la advocación de San Lorenzo Mártir, en la archidiócesis de Mérida-Badajoz, diócesis de Plasencia, arciprestazgo de Logrosán.
Otro monumento destacable es el Palacio de los Pizarro.

## Cultura

### Fiestas locales
En Conquista de la Sierra se celebran las siguientes fiestas:
- San Blas, el 3 de febrero;
- San Lorenzo Mártir, el 10 de agosto;
- Día de Extremadura, el 8 de septiembre.

### Gastronomía
Entre la gastronomía del municipio destacan la caldereta de cordero, el escabeche, los bollos de Pascua, las migas, las torrijas, los escaldaillos y las perrunillas.